# HD133157
HD133157 — хімічно пекулярна зоря спектрального класу A2, що має видиму зоряну величину в смузі V приблизно  8,9.
Вона  розташована на відстані близько 554,7 світлових років від Сонця.